# Oh Yes I Can
Oh Yes I Can is het tweede soloalbum van David Crosby. A&M Records gaf het op 23 januari 1989 uit. Crosby bereikte met dit album de 104de plaats in de Amerikaanse hitlijst Billboard 200. De single "Drive My Car" belandde op de achtste plaats van de Mainstream Rock Charts.
Aan het album werkten onder anderen Leland Sklar, Russ Kunkel, Steve Lukather (gitaar op "Melody" en "In the Wide Ruin"), Jackson Browne (zang op "In the Wide Ruin"), Graham Nash (zang op "Tracks in the Dust" en elektrische piano op "Distances"), Jim Keltner (drums op "Drop Down Mama"), Tim Drummond (basgitaar op "Drop Down Mama"), Bonnie Raitt (zang op "Lady of the Harbor") en James Taylor (zang op "Oh Yes I Can") mee.

## Liedjes
1. "Drive My Car" (3:34)
2. "Melody" (4:07)
3. "Monkey and the Underdog" (4:15)
4. "In the Wide Ruin" (4:47)
5. "Tracks in the Dust" (4:48)
6. "Drop Down Mama" (3:07)
7. "Lady of the Harbor" (3:19)
8. "Distances" (3:36)
9. "Flying Man" (3:25)
10. "Oh Yes I Can" (5:08)
11. "My Country 'Tis of Thee" (1:58)